# Powszechne świadectwo udziałowe

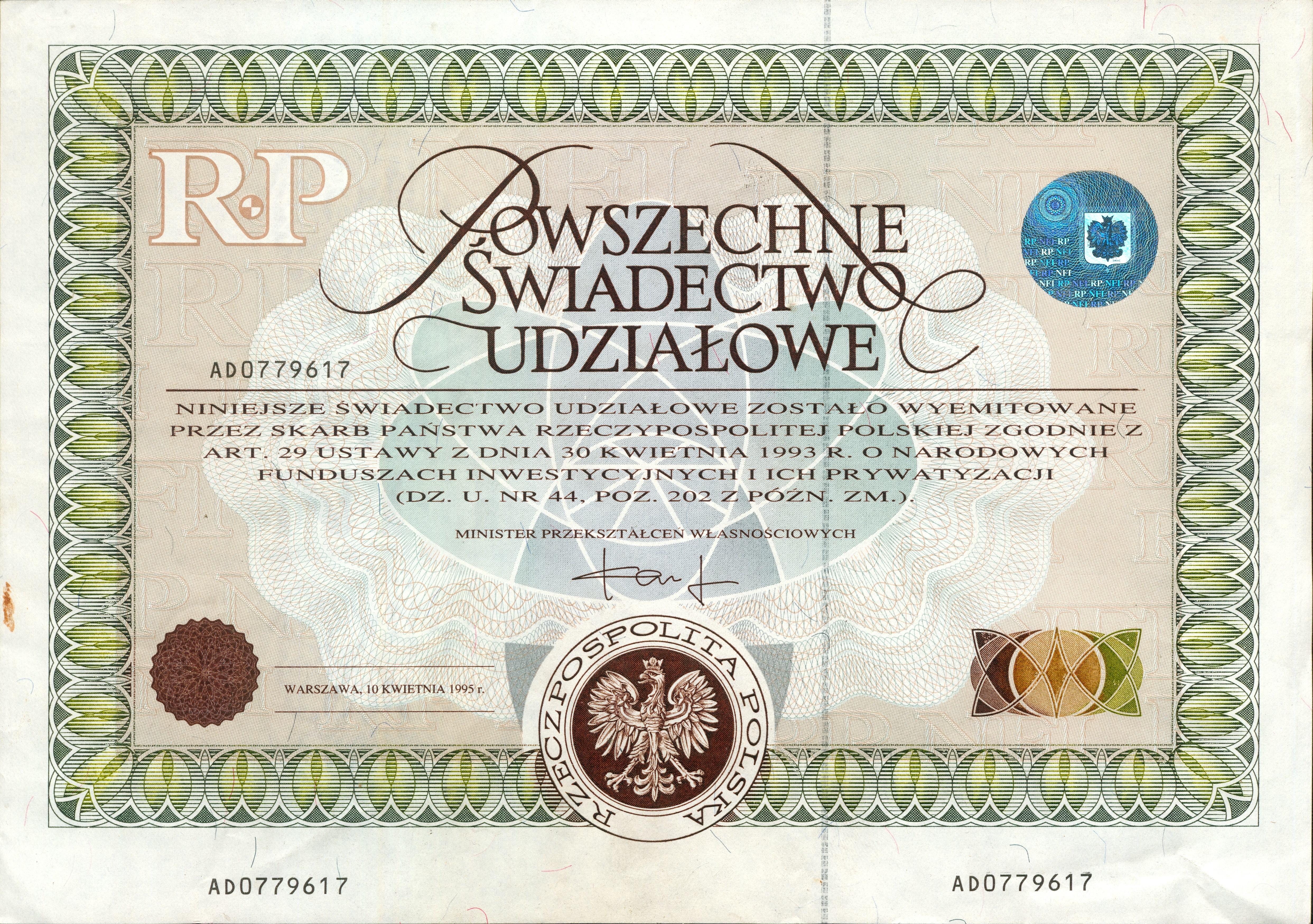
Powszechne świadectwo udziałowe

Powszechne świadectwo udziałowe – papier wartościowy emitowany przez Skarb Państwa, stwierdzający uczestnictwo w Programie Powszechnej Prywatyzacji i dający posiadaczowi prawo do cząstkowej współwłasności 512 spółek wniesionych do narodowych funduszy inwestycyjnych.
Każdy z ok. 27 mln dorosłych obywateli Polski był uprawniony, za opłatą 20 zł, do odebrania jednego PŚU, dopuszczonego do obrotu na mocy ustawy, bez zgody Komisji Papierów Wartościowych i Giełd.
Powszechne świadectwa udziałowe po zaistnieniu na rynku wtórnym były papierami zbywalnymi, co do których nie miały zastosowania przepisy nakazujące obrót nimi na rynku regulowanym.
W lipcu 1996 rozpoczęto notowania PŚU na rynku giełdowym.
Od 12 maja 1997 r. rozpoczęła się wymiana świadectw na akcje NFI (jedno świadectwo za jedną akcję każdego z 15 NFI), jednak uprzednio należało dokonać dematerializacji PŚU w Krajowym Depozycie Papierów Wartościowych za pośrednictwem domu maklerskiego.
31 grudnia 1998 r. na mocy decyzji ministra Skarbu Państwa wygasł termin wymiany i Powszechne Świadectwa Udziałowe straciły ważność.
16 września 2000 roku zgodnie ze słowami Gazety Wyborczej: „Dziś wartość tego, co ta ustawa dawała obywatelowi, jest mniejsza niż 60 zł” uzyskane NFI poprzez Powszechne Świadectwa Udziałowe oscylowały w okolicy 60 PLN. Co dawało ~40 PLN zysku z prywatyzacji publicznej na jedno PŚU.